# Chita Foras
Chita Foras (Italia;1900 - Buenos Aires, Argentina; 1986) fue una primera actriz italiana que incursionó notablemente en el cine mudo y sonoro argentino.

## Biografía
Chita Foras, cuyo nombre real era Josefína Foras Cossini, fue una eximia primera actriz de numerosas películas de la época dorada cinematográfica. Trabajó tanto en cine como en teatro durante más de tres décadas. Mucha de su filmografía la hizo junto a su esposo, quien la dirigió en un par de filmes a los que se intentó estrenar, en vano, sonorizados con discos como Defiende tu honor (1930) y Dios y la patria (1931).
Su esposo fue el director y actor Nelo Cosimi con quien se casó a mediados de marzo de 1929.
Formó parte del personal radioteatral de LRA Radio Nacional Buenos Aires al integrar el radioteatro Las dos carátulas: El teatro de la humanidad en la década de 1980, junto con actores  como Adolfo Duncan, Claudia Durán, Adrián Di Stefano, Liliana Giménez, Miguel Ángel Medrano, Ricardo Lani,  Haydeé Lesquer, Néstor Losadas, Norma Agüero, Rodolfo Caraballo, Enrique Conlazo, Noemí Deis, Osvaldo Demarco e Inés Mariscal. Con ella interpretó obras como Se necesita niñera de Mario Herbert Lago.
Falleció por causas naturales en 1986 en Buenos Aires.

## Filmografía
- 1923: Buenos Aires también tiene
- 1924: Valle negro
- 1925: Empleada se necesita
- 1927: Federales y unitarios
- 1928: Regeneración
- 1928: La quena de la muerte
- 1928: La mujer y la bestia
- 1930: Defiende tu honor
- 1930: Corazón ante la ley
- 1931: Dios y la patria
- 1940: El cantor del circo
- 1954: Caídos en el infierno[2]

## Teatro
En teatro se lució en varias obras teatrales junto a grandes estrellas de la talla de Virginia Romay, Inés Murray, Mercedes Llambí, María Luisa Fernández, Lea Conti, Alicia Rojas, Chita Dufour, Elsa Angélica Fernández, Pascual Pelliciota, Carlos Bianquet, Antonio Capuano y Jorge Bergoechea, entre muchos otros.
Formó parte de "La Compañía Leonor Rinaldí" con un elenco compuesto por además por Arturo Bamio y  Alicia Rojas.
También encabezó varias obras en la década del '30 en el legendario teatro "El Orfeón de Arturo Greco".
En abril de 1935 formó parte de "La Compañía Argentina de Comedias Y Sainetes de Cordero- Sandrini", en la obra Riachuelo, junto con Luis Sandrini, Chela Cordero, María Ricard, Laila González, Roberto Ratti y Máximo Moyano.
En 1947 integró  la "Compañía Española de Comedias de Teresa Silva y Antonio Martelo" debutando con una parodia musical en el Teatro Cómico donde hizo un drama de Echegaray titulado ¡Ay!, en la que se incluyó a un vasto elenco en la que estaban Herminia Mas, Nina Marcó Susana Sux, Lilia Bedrune y Rodolfo Martincho, entre muchos otros.
Hizo la comedia El vivo vive del zonzo (1950) de Antonio Botta y Marcos Bronenmerg, con un elenco integrado por  Conchi Sánchez, Olga Duncan, Chola Duby, Mabel Cabello, Pura Delgui, María T. Gutiérrez, Julio Bianquet, Arturo Bs mió, Ego Brunoldi, Leónidas Brandl, Andrés López y  Raúl Cúneo.